# Boris Novotný
Boris Novotný, född 23 juli 1976 i Rimavská Sobota, i n.v. Slovakien, är en svensk-slovakisk judoka. 
Novotny började träna judo i hemstaden Rimavská Sobota, knappt 30 mil öster om Bratislava, och kom att tävla för den Slovakiska klubben Dukla Banská Bystrica. Sedan 2002 är han bosatt i Sverige, men tävlade för Slovakien i de Europeiska judomästerskapen 2005 där slutade som tvåa.  Han är tränare för Stockholmspolisens IF 